# Sapele (Nigeria)
Sapele est une ville de l'État du Delta au Nigeria. En 2005-2006, sa population s'élève à 142 652 habitants.

## Histoire
Au milieu du XXe siècle, Sapele est fondé comme un lieu de commerce, occasionnellement visité par des Européens. En 1891, les Britanniques y établissent un vice-consul. La ville est le centre administratif de la zone de gouvernement local (LGA) du même nom.

## Démographie
La population est de 33 638 hab en 1952, composée de diverses tribus. En 1995, elle arrive à 135 800 hab ; au recensement de 2005/2006, on dénombre 142 652 hab.

## Économie
La cité comporte l'un des grands ports du Nigéria. Ses industries tournent autour de la transformation du bois, le caoutchouc et l'huile de palme, ainsi que des fabrications de meubles, l'exploitation du baume de tamarin et la fabrication de chaussures.

## Personnalités liées
- David Defiagbon, médaille d'argent de boxe olympique
- Olusoji Fasuba, sprinter
- Ola Rotimi, dramaturge
- Blessing Okagbare, athlète
- Kefee, compositeur et chanteur de gospel

## Source de traduction
- (en) Cet article est partiellement ou en totalité issu de l’article de Wikipédia en anglais intitulé « Sapele, Delta » (voir la liste des auteurs).